# Changshi, Sichuan
Changshi (kinesiska: 长石乡, 长石) är en socken i Kina. Den ligger i provinsen Sichuan, i den sydvästra delen av landet, omkring 400 kilometer nordost om provinshuvudstaden Chengdu. Antalet invånare är 4 809. Befolkningen består av 2 297 kvinnor och 2 512 män. Barn under 15 år utgör 21,0 %, vuxna 15-64 år 64 %, och äldre över 65 år 14,0 %.
Genomsnittlig årsnederbörd är 1 409 millimeter. Den regnigaste månaden är juli, med i genomsnitt 293 mm nederbörd, och den torraste är december, med 5 mm nederbörd.